# Marcin Wichary

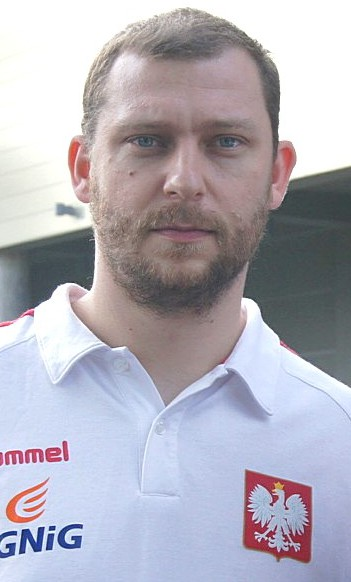
Marcin Wichary (2013)

Marcin Wichary (* 17. Februar 1980 in Zabrze) ist ein ehemaliger polnischer Handballtorwart.

## Karriere
Der 1,93 Meter große und 96 Kilogramm schwere Torhüter steht seit 2004 bei Wisła Płock unter Vertrag. Zuvor spielte er bei Sparta Zabrze (bis 1999), AZS Biała Podlaska (1999–2000) und Klub Sportowy Warszawianka (2000). Mit Płock spielte er im EHF-Pokal (2009/10), der EHF Champions League (2004/05, 2005/06, 2006/07 und 2008/09) und dem Europapokal der Pokalsieger (2005/06, 2006/07 und 2007/08) und im EHF-Pokal (2009/10); mit Warschau im Europapokal der Pokalsieger (2002/03) und im EHF-Pokal (2003/04). Im Sommer 2019 beendete Wichary seine Karriere und wurde bei Wisła Płock Torwarttrainer der 2. Mannschaft sowie im Nachwuchsbereich des Vereins. Später übernahm er diesen Posten bei der 1. Mannschaft.
Marcin Wichary stand im Aufgebot der polnischen Nationalmannschaft, so für die Europameisterschaft 2010 und 2014. Er nahm an den Olympischen Spielen 2008 in Peking teil und bestritt bislang 105 Länderspiele.
Wichary übt seit Oktober 2021 bei der polnischen Nationalmannschaft den Posten als Torwarttrainer aus.